# Huarochirí (provincie)
Huarochirí is een provincie in de regio Lima in Peru. De provincie heeft een oppervlakte van 5.658 km² en heeft 81.696 inwoners (2015). De hoofdplaats van de provincie is het district Matucana.
De provincie grenst in het noorden aan de provincie Canta, in het oosten aan de regio Junín, in het zuiden aan de provincies Yauyos en Cañete en in het westen aan de provincie Lima.

## Bestuurlijke indeling
De provincie Huarochirí is onderverdeeld in 32 districten, UBIGEO tussen haakjes:
- (150702) Antioquia
- (150703) Callahuanca
- (150704) Carampoma
- (150705) Chicla
- (150706) Cuenca
- (150707) Huachupampa
- (150708) Huanza
- (150709) Huarochirí
- (150710) Lahuaytambo
- (150711) Langa
- (150712) Laraos
- (150713) Mariatana
- (150701) Matucana, hoofdplaats van de provincie
- (150714) Ricardo Palma
- (150715) San Andrés de Tupicocha
- (150716) San Antonio
- (150717) San Bartolome
- (150718) San Damian
- (150719) San Juan de Iris
- (150720) San Juan de Tantaranche
- (150721) San Lorenzo de Quinti
- (150722) San Mateo
- (150723) San Mateo de Otao
- (150724) San Pedro de Casta
- (150725) San Pedro de Huancayre
- (150726) Sangallaya
- (150727) Santa Cruz de Cocachacra
- (150728) Santa Eulalia
- (150729) Santiago de Anchucaya
- (150730) Santiago de Tuna
- (150731) Santo Domingo de los Olleros
- (150732) Surco

Barranca · Cajatambo · Cañete · Canta · Huaral · Huarochirí · Huaura · Oyón · Yauyos